# Світовий конгрес українських молодіжних організацій
Світовий Конґрес Українських Молодіжних Організацій (СКУМО) (англ. World Congress of Ukrainian Youth Organization) — громадська надбудова молоді української діаспори.

## Загальна інформація
СКУМО представляє інтереси української молоді діаспори, об'єднує закордонні українські молодіжні громадські організації, співпрацює з урядовими та неурядовими структурами в Україні та світі.
З моменту заснування Світового конґресу (вільних) українців у 1967 році, при СКУ традиційно існувала молодіжна комісія, яка у свій останній період називалася «Конференція українських молодечих організацій» (КУМО). У 2013 році, КУМО припинила свою діяльність у зв'язку із заснуванням окремої організації — Світовий конгрес українських молодіжних організацій (СКУМО). Останнім очільником КУМО та першим президентом СКУМО став Мирослав Гочак.
Відтак СКУМО є незалежною, неприбутковою та неполітичною громадською надбудовою української молоді, яка проживає за межами України. СКУМО входить до складу СКУ та, на рівні з такими структурами як СФУЖО, має свого представника в Раді директорів СКУ.
З метою відстоювання прав закордонної української молоді, в тому числі передбачених статтею 12 Конституції України, сприяння особистісного розвитку та активної участі молоді діаспори в суспільно-політичному житті України та в країнах свого перебування, передусім протидіючи російській інформаційній агресії, підсилення вітчизняного молодіжного руху загалом, СКУМО має укладені меморандуми про співпрацю з Міністерством молоді та спорту України (від 2014 року), Міністерством інформаційної політики України (від 2015 року), тернопільськими та хмельницькими органами влади; активно співпрацює з МІОК, провадить комунікативні, волонтерські, соціальні та освітні ініціативи.
За каденції перших двох президій СКУМО, започаткована програма стажування молоді України та діаспори у Верховній Раді України, підтримано серію міжнародних благодійних заходів «Діти просять миру», а на реалізацію європейських проєктів організовано молодіжні тренінги у 16 містах ЄС. У 2014 та 2019 роках, СКУМО направляв значну кількість офіційних спостерігачів за виборами в Україні в рамках міжнародної місії СКУ. Також була розгорнута кампанія на підтримку запуску UA|TV, ініційовані такі популярні флешмоби як «#ТризубЦеУкраїна» та «#UnitedUkraine». СКУМО та організації-члени спрямовували гуманітарну допомогу до зони АТО, а також, на початку пандемії коронавірусу, медичним закладам в Україні.
Під час III Президії, президент СКУМО Олександр Греченюк залучений до складу Ради з молодіжних питань при Президентові України. У 2022 році, на відміну від пропозиції СКУ вважати 9 травня «Днем ганьби Росії», СКУМО запропонувало цю дату для відзначення в Україні Дня Європи, що й знайшло схвалення Президента України. 12 серпня 2022 року, від імені закордонного українства, перший віце-презилдент СКУМО Андрій Якубув звернувся до Володимира Зеленського на урочистості з нагоди нової дати відзначення Дня молоді. 

## Структура
Світовий конґрес українських молодіжних організацій має таку структуру:
- Конґрес — найвищий законодавчий орган СКУМО, що скликається раз на три роки за участі спеціальних комісій — номінаційної (для підготовки переобрання керівних органів) та статутовою (для змін у статуті).
- Річні збори — загальні робочі засідання СКУМО.
- Президія — керівний орган СКУМО у період між конґресами чи річними зборами, який складається з президента, першого віце-президента, віце-президента, секретаря, скарбника та двох членів.
- Секретаріат — виконавчий орган Президії СКУМО.
- Контрольно-ревізійна комісія — слідкує за фінансами та діловодством СКУМО
- Робочі групи СКУМО.

## Форум української молоді діаспори
У середовищі світового українства, перший з'їзд до України закордонної української молоді відбувся 3-4 серпня 1991 року в Києві, коли в умовах СРСР зібралося 180 делегатів, які представляли більш ніж 30 організацій з України та закордону.
Серед інших передтечій, у 2010 році, за підтримки Європейського Конґресу Українців, відбувалася «Зустріч української молоді Європи» в Болгарії, яка зібрала 30 учасників з діаспори та України, які представили українську молодь 10 країн.
До 20-річчя Незалежності України, «Конференцією українських молодечих організацій» (КУМО) при СКУ було започатковано організацію щорічної події — «Форуму української молоді діаспори» (ФУМД).
З 2013 року, коли на основі КУМО було утворено Світовий конгрес українських молодіжних організацій, ФУМД складається з офіційної та неофіційної частин. Таким чином, в рамках форумів урочисто проводяться Річні загальні збори СКУМО, якщо хіба на той рік не передбачено проведення Конгресу СКУМО.
Форуми є нагодою для взаємодії СКУМО з місцевими українськими молодіжними радами. Досі проведено десять таких міжнародних заходів у різних містах України, зазвичай у датах довкола святкування Дня незалежності, — все завдяки підтримці Мінмолодьспорту, обласних державних адміністрацій, органів місцевого самоврядування та інших партнерів:
- ФУМД: «Київ 2011»[18].
- ФУМД: «Львів 2012»[19].
- ФУМД: «Тернопіль 2013»[20]. Водночас відбувся установчий — І Конгрес СКУМО.
- ФУМД: «Івано-Франківськ 2014»[21].
- ФУМД: «Одеса 2015»[22][23].
- ФУМД: «Вінниця 2016»[24].
- ФУМД: «Дніпро 2017»[25].
- ФУМД: «Київ 2018»[26]. Водночас відбувся II Конгрес СКУМО.
- ФУМД: «Хмельницький 2019»[27].
- ФУМД: «Чернівці 2021»[28]. Водночас відбувся III Конгрес СКУМО.

У 2020 році ФУМД не організовувався, а Річні загальні збори СКУМО проведено онлайн.
У кілька попередніх років, неофіційна частина ФУМД (тренінги, зустрічі й екскурсії) складалася зі спеціальних програм заходів — «Табір молоді діаспори» та «Діаспора-фест».

## Провід
У різні періоди, Президія СКУМО, яка складається із семи членів, виглядала наступним чином:
|                    | Перша Президія СКУМО (2013—2018)            | Друга Президія СКУМО (2018—2021)             | Третя Президія СКУМО (2021—2024)                                   |
| ------------------ | ------------------------------------------- | -------------------------------------------- | ------------------------------------------------------------------ |
| президент          | Мирослав Гочак, Сербія                      | Дмитро Лекарцев, Молдова                     | Олександр Греченюк, Румунія                                        |
| 1-й віце-президент | Дмитро Лекарцев, Молдова                    | Олександр Греченюк, Румунія                  | Андрій Якубув, Іспанія (2021-2022) Мар'яна Касів, Іспанія (з 2022) |
| віце-президент(и)  | Роман Білас, Польща Данило Корбабич, Канада | Теона Кахіані, Грузія Костянтин Речко, Литва | Роман Ґрод, Канада                                                 |
| секретар           | Красімір Панковський, Болгарія              | Роман Руссу, Молдова                         | Ростислав Сухарєв, Словаччина                                      |
| скарбник           | Олександр Греченюк, Румунія                 | Мартин Няхай, Словаччина                     | Катерина Козак, Грузія                                             |
| член(и)            | Юрій Брода, Канада                          | Раїса Джулинська, Канада                     | Анастасія Балан, Молдова Анна Берга, Латвія                        |

## Полеміка навколо організації
Під час першої каденції президії СКУМО (2013—2018), до президента Мирослава Гочака виникли питання щодо якості його діяльності та публічності статуту і фінансової звітності, які досягли свого апогею під час з'їзду СКУМО в Одесі у 2015 році та були пов'язані відмовою президента СКУМО Мирослава Гочака оприлюднити Статут організації і список делегатів зборів. Та викриттям інформації щодо того, що організація на той час не була зареєстрована. У підсумку, збори в Одесі не були офіційно закриті, а більшість проводу СКУ, включаючи президента Мирослава Гочака, віцепрезидента Дмитра Лєкарцева та Олександра Греченюка, який на той час де-факто виконував обов'язки секретаря, втекли від учасників форуму, залишивши їх самих у будівлі Одеської ОДА.

 Втім, наприклад, ті ж українські ЗМІ за підсумками форуму 2015 року в Одесі відзначали: 
дане питання дещо втрачає свою значимість, якщо оцінювати діяльність організації за її здобутками (а не провалами). Форуми, нехай там як, але відбуваються щорічно, започатковуються нові об’єднання української молоді в багатьох країнах, розширюються міжнародні спостережні місії за виборчим процесом в Україні, завдяки тій таки молоді діаспори в Україну надходять чималі гуманітарні вантажі. Ці успіхи можна тільки привітати.
За підсумками з'їзду в Одесі були створені дві петиції до СКУ від делегатів та учасників з'їзду, проте конструктивного діалогу не вийшло.
До Мирослава Гочака також виникали питання щодо відсутності реєстрації (яка, з іншого боку, в праві західних країн вважається лише декларативною, а не конститутивною), а згодом щодо того, що у 2016-му СКУМО було офіційно зареєстроване у будівлі у будівлі міністерства молоді та спорту України, при цьому номінально очолила організацію працівниця міністерства культури Юлія Нечипоренко, до того ж відношення до заснування СКУМО мав керівник одного з департаментів НАЗК Ігор Степанов. Наступними очільниками СКУМО повідомлялося про реєстрацію в Грузії, а автором тексту нового статуту став експрезидент СКУ Евген Чолій.